# 特定地上職
特定地上職（とくていちじょうしょく、ANA特定地上職、カスタマーフロント職）とは、全日本空輸（ANA）がかつて採用していた空港で働く航空会社の地上勤務職員（一般職）のことである。

## 業務

### 旅客ハンドリング
- 空港ロビー、カウンターでの航空券予約、発券、チェックイン業務
- 飛行機の出発、到着時における乗客の搭乗、降機の案内業務
- 飛行機の遅延、欠航時におけるイレギュラー対応業務
- マイレージ会員などの対応、サービス業務
- 空港の利用客に対するご案内、サービス全般
- セールス・マーケティング業務、コントローラー業務

## キャリアパス
まず第一に、空港旅客サービスを通じてエアラインビジネスの「基本」を習得。この基盤形成期を「カスタマーフロント職」と位置付けて、安全で快適な空の旅をサポートする基本業務を身につける。その後キャリアを確立しながら、さらに担当分野のプロフェッショナルとしてそのキャリアを深化・拡大していく。その成長のなかでは、各種責任者業務、後輩の育成を担当するなどフロントラインでの経験を活かしながら組織運営の中核を担うことも。また、フィールドを拡大し、空港以外の分野で勤務をする可能性もあった。適性や本人の意向により、後に総合職への転換制度もあった。

## 雇用の変化
ANAグランドスタッフ史
ANAでは、1968年に羽田空港と伊丹空港に同社初のグランドホステス（現在のグランドスタッフ）が誕生。その後もANAでは「特定地上職」（カスタマーフロント職）という呼称の一般職掌で採用していた。東京地区では、2000年代前半まで、同職種を採用していたが、大阪地区では関西空港の開港を機に、空港支店の旅客部機能を分社化し、新たに自社の旅客ハンドリング会社（ANAスカイパル）を設立。それ以降伊丹空港や一部関西空港や大阪支店で特定地上職として働く職員は、新会社へ出向したり、総合職へ転換しエリアを拡大する者や、結婚により退職する者等様々であった。よって1990年代中期以降の「特定地上職」採用は、首都圏（東京地区）に限定した募集になり、成田と羽田の2空港に限定し採用していた。（後に適性等により、一部オフィスワークや営業部門等への配属も可能であった。) また2000年代中期頃までの成田空港においては、空港支店旅客部に配属された特定地上職スタッフと、自社が設立した旅客ハンドリング会社（NPS）スタッフとの協業体制であった。
羽田空港には、特定地上職の他に、ANA東京空港支店が既卒者を対象に募集する「全日空グランドサービス・アソシエイツ」という契約制のスタッフも不定期に採用し、最長5年働ける枠がかつて存在した。後に契約満了後に適正を踏まえ正社員登用される者もいた。しかし2000年代中期ころからは、以前から契約制を導入していた客室乗務員同様に、特定地上職にも契約制が導入され、そちらに一元化された為、当該の募集はなくなった。この頃からは、国内基幹空港の旅客ハンドリングは、全て自社設立の旅客ハンドリング会社（後に空港運営会社となる）に移行され、スタッフの募集も新会社が行うようになった為、「特定地上職」の募集は消滅した。
日本における航空業界の成長は、ANA・JAS・JALのブランディング力が大いに影響しており、全日空でも空の玄関口の顔となる同職種は、女性が大活躍していた。1968年、伊丹と羽田に誕生してからも、花形の職種として、スチュワーデス(CA・客室乗務員)と共に、毎回高い競争倍率であった。因みにJALでは、1966年に初めて空港スタッフ（グランド・ホステス）を採用。3代目の客室乗務員と同じ制服を着用。デザイナーは伊東 茂平。 JASでは、1971年になる。
2000年中期までは、ANAの制服を着た空港スタッフとして働くには、次のパターンが主流だった。ANAが採用する特定地上職（カスタマーフロント職）・ANAが設立した旅客ハンドリング会社の採用・ANAが勧めてきた地方都市圏の鉄道会社やバス会社と結ぶ総代理店制度により、総代理店が採用するANA担当スタッフ。また海外の場合は、ANAの海外空港支店が募集し、海外空港や海外支店で働く現地の採用等が挙げられる。また海外の場合、日本から異動で駐在している職員の他、日本でいずれかの経験を持つ人材が、家族の転勤や移住により、現地で採用されていたりする場合もある。海外の採用情報もANAが自社のHPで公開している。
2024年現在、ANAは更に旅客ハンドリング会社とグランドハンドリング会社の統合を進め、基幹空港ごとに空港運営会社を設立。現在はANAが設立した空港運営会社が採用を行っている。（その他地方都市圏では、ANAと提携する地元企業が総代理店として、独自に採用を行っている。）
その他、昨今はグランドスタッフのインターンシップを受け入れていたり、ANAエアラインスクールでグランドスタッフについて学び研修する制度も充実している。

## チームANA
ANAグランドスタッフチーム
全国のANAグループ空港運営会社
グランドスタッフを採用しているANAが設立した空港運営会社
- ANA新千歳空港
- ANAエアサービス福島
- ANA成田エアポートサービス
- ANAエアポートサービス
- ANA中部空港
- ANA大阪空港
- ANA関西空港
- ANAエアサービス松山
- ANA福岡空港
- ANAエアサービス佐賀
- ANA沖縄空港株式会社